# Vavož
Vavož (in russo Вавож?) è un villaggio che si trova nella Repubblica Autonoma dell'Udmurtia, in Russia. È il centro amministrativo del distretto Vavožskij.
L'insediamento è situato alla confluenza dei fiumi Uva e Vala, 133 km a ovest di Iževsk.